# Washington (Iowa)
Washington es una ciudad ubicada en el condado de Washington en el estado estadounidense de Iowa. En el Censo de 2010 tenía una población de 7266 habitantes y una densidad poblacional de 570,44 personas por km².

## Geografía
Washington se encuentra ubicada en las coordenadas 41°17′56″N 91°41′32″O / 41.29889, -91.69222. Según la Oficina del Censo de los Estados Unidos, Washington tiene una superficie total de 12.74 km², de la cual 12.73 km² corresponden a tierra firme y (0.04%) 0.01 km² es agua.

## Demografía
Según el censo de 2010, había 7266 personas residiendo en Washington. La densidad de población era de 570,44 hab./km². De los 7266 habitantes, Washington estaba compuesto por el 92.46% blancos, el 1.42% eran afroamericanos, el 0.18% eran amerindios, el 0.54% eran asiáticos, el 0.15% eran isleños del Pacífico, el 2.68% eran de otras razas y el 2.57% pertenecían a dos o más razas. Del total de la población el 10.72% eran hispanos o latinos de cualquier raza.